# Montrose Football Club
El Montrose Football Club es un club de fútbol de Escocia, con sede en Montrose. Fue fundado el 13 de octubre de 1879 y compite en la Scottish League One, tercera categoría del fútbol escocés.

## Palmarés

### Torneos nacionales
- Tercera División de Escocia (1): 1984-85
- Cuarta División de Escocia (1): 2017-18